# Ordem de Timor-Leste
A Ordem de Timor-Leste é a principal condecoração em ordem honorífica de Timor-Leste.

## História
Foi criada pelo decreto-lei número 20/2009, de 24 de abril de 2009 e que é conferida de acordo com o que dispõe o artigo 2.º "A (Ordem de Timor-Leste) destina-se a reconhecer e agradecer aos nacionais e estrangeiros, que, pelo seu comportamento ou por actos praticados, tiveram um contributo significativo em benefício do país, dos timorenses ou da humanidade". O referido decreto é assinado pelo primeiro-ministro Xanana Gusmão e pelo presidente José Ramos-Horta.

## Graus
- Grande-colar
- Colar
- Medalha
- Insígnia

## Alguns condedecorados timorenses

### Grau Colar da Ordem
- 2016 - Bispo Dom Carlos Felipe Ximenes Belo (decreto do Presidente da República n.° 31/, de 24 de agosto de 2016)[2].
- 2017 - José da Costa Ximenes, Procurador-Geral da República[3]
- 2017 - Adérito Hugo da Costa,  Presidente do Parlamento Nacional[3]
- 2017 - Vicente da Silva Guterres,  Presidente do Parlamento Nacional entre 8 de agosto de 2012 e 5 de maio de 2016[3]
- 2017 - Guilhermino da Silva, Presidente do Tribunal de Recurso[3]
- 2017 - Rui Maria de Araújo, Primeiro-Ministro de Timor[3]

### Medalha da Ordem
- 2016 - Suzanne Menzies-Culling, cidadã neo-zelandesa[4]
- 2016 - Francis John “Jack” Reed, Senador dos Estados Unidos da América[4]
- 2016 - Nancy Patricia D’Alesandro Pelosi, Congressista da Câmara dos Representantes dos Estados Unidos da América[4]
- 2017 - António “Tony” Cabral, Congressista na Câmara dos Representantes do Estado de Massachusetts (Estados Unidos da América)
- 2017 - Seo Kyoung-Suk, antigo Embaixador da República da Coreia para Timor-Leste[5]
- 2017 - Iwao Kitahara, antigo Embaixador do Japão para Timor-Leste[5]
- 2012 - Antonio Joaquim Zambujinho Veladas
- 2012 - Rui Manuel Pereira Marques

### Grau Insígnia da Ordem
- 2017 - Júlio da Costa Hornai, Comandante-Geral da PNTL[6]
- 2017 -  Brigadeiro-General Filomeno da Paixão, Vice-Chefe do Estado-Maior-General das FALINTIL-FDTL[3]
- 2017 - Coronel Falur Rate Laek, Chefe do Estado-Maior das FALINTIL-FDTL foi condecorado com o Grau Insígnia da Ordem de Timor-Leste[3]
- 2017 - Comissário Faustino da Costa, Segundo Comandante-Geral da PNTL[3]